# 19398 Creedence
19398 Creedence è un asteroide della fascia principale. Scoperto nel 1998, presenta un'orbita caratterizzata da un semiasse maggiore pari a 2,3151901 au e da un'eccentricità di 0,2629359, inclinata di 3,87891° rispetto all'eclittica.
L'asteroide è dedicato al gruppo rock statunitense Creedence Clearwater Revival.